# Acusana condensa
Acusana condensa är en insektsart som beskrevs av Delong 1942. Acusana condensa ingår i släktet Acusana och familjen dvärgstritar. Inga underarter finns listade i Catalogue of Life.